# Абідос (Єгипет)
| Ab | b | Dw · O49 |

| Ab | b | Dw · O49 |

Абідо́с (стародавня місцева назва Абеджу, сучасна арабська Арабет-ель-Мадфунах; араб. أبيدوس, грец. Αβυδος) — одне з найдавніших міст Верхнього Єгипту. Історія міста простежується аж до першого додинастичного періоду, тобто приблизно до середини 4-го тисячоліття до н.е. Розташоване на лівому (західному) березі Нілу. Перша столиця Стародавнього Єгипту при фараонах 2 династії із Тініса (за часів 3 династії столиця була перенесена до Мемфіса).
Розташовується поблизу сучасного населеного пункту Ель-Араба-ель-Мадфуна - за 98 км на північ від Дендери.
Великий релігійний центр Стародавнього Єгипту, місце вшанування богів загробного світу - Хентііменті, Упуаут, Озіріса. З епохи Середнього Царства особливе значення в Абідосі набув культ Озіріса. Абідос був центром культу цього бога, а згідно з уявленнями стародавніх єгиптян, в Абідосі була захоронена голова Осіріса. Щорічно в місті проходило свято на честь цього бога, виконувались містерії — його життя смерть, оплакування, відродження, що супроводжувались ритуальними обрядами. Існував обряд відвідування могили Осіріса — до захоронення човен із домовиною вмерлого привозили в Абідос. Від назви міста отримала назва тріада єгипетських богів (Абідоська тріада — Осіріс, Ісіда, Гор).
Нині на території міста знаходяться залишки 2 укріплених палаців 2 династії (початок III тис. до н. е.), некрополі та поминальні царські храми, у тому числі храми Рамсеса II та Сеті I (XIV—XIII століття до н. е.; 2 двори за пілоном, 2 гіпостилі, 7 молілень, зали, рельєфи на колонах та стінах). На храмі Сеті I міститься список фараонів — попередників 19 династії, так званий Абідоський царський список (в ньому вказано 76 царів починаючи з перших династій, окрім 9, 10, 13 та 17). На захід від храму — кенотаф Сеті I (підземна споруда, у яку вів цегляний арковий перехід).

## Галерея

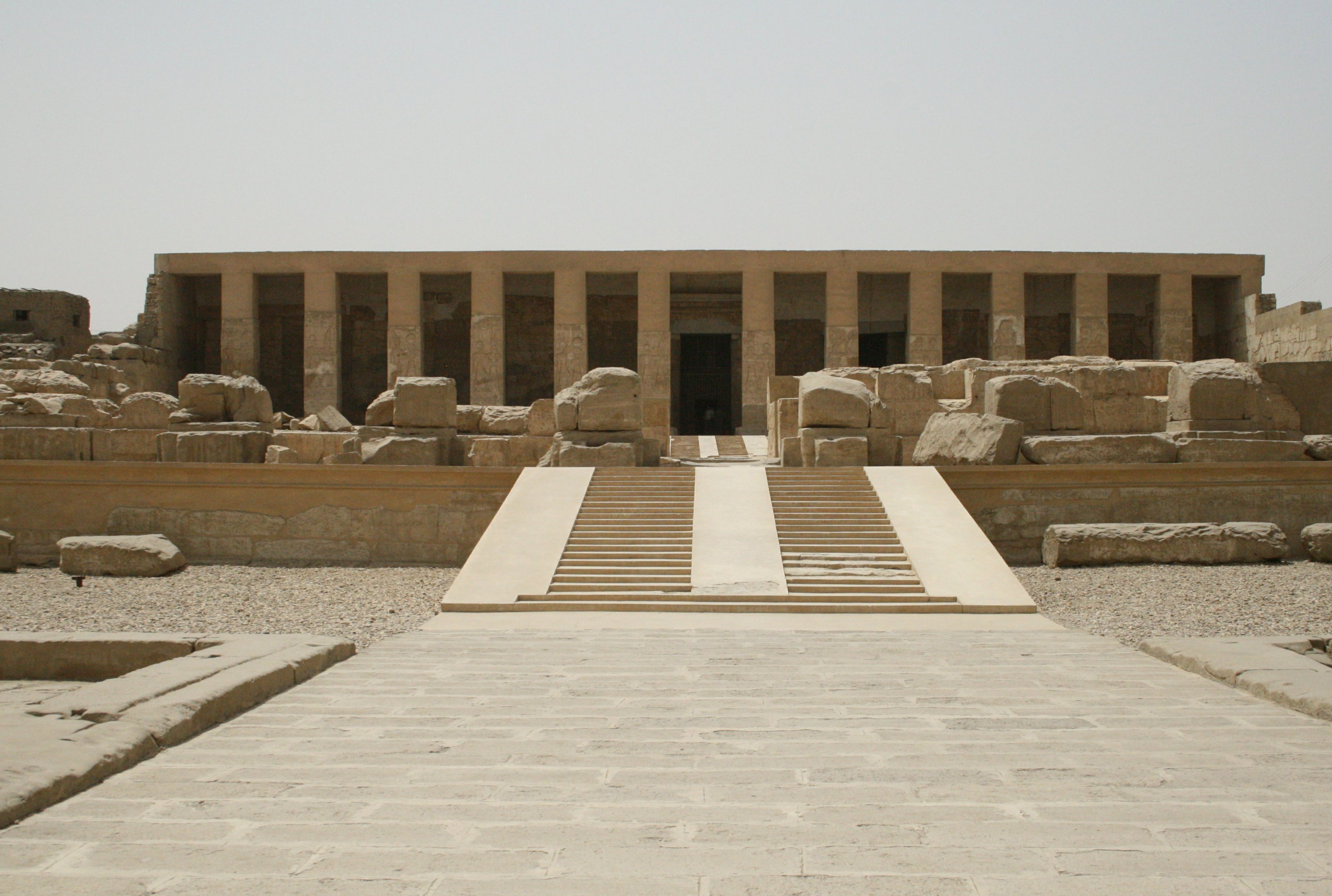
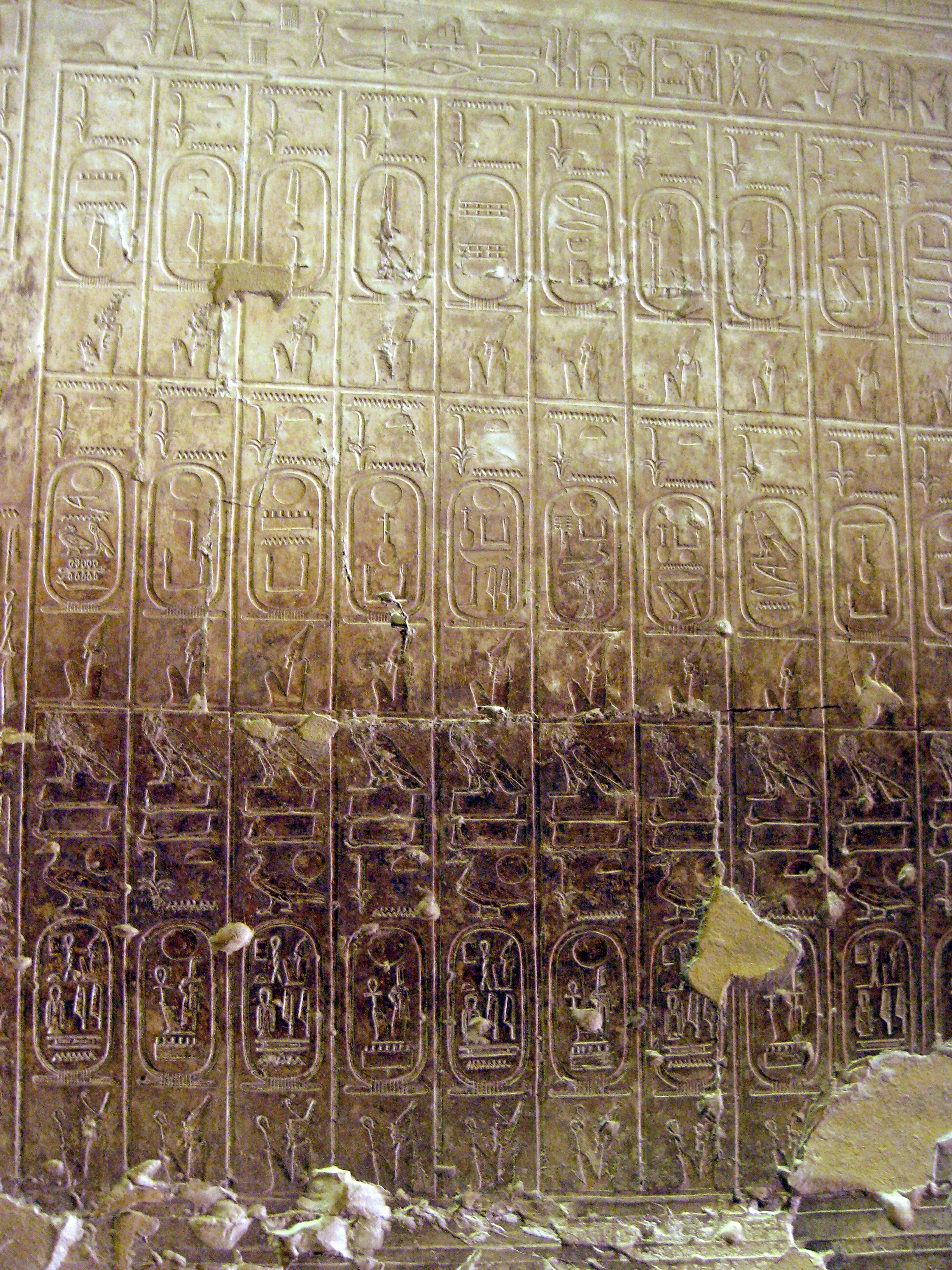
Абідоський царський список з храму Сеті I
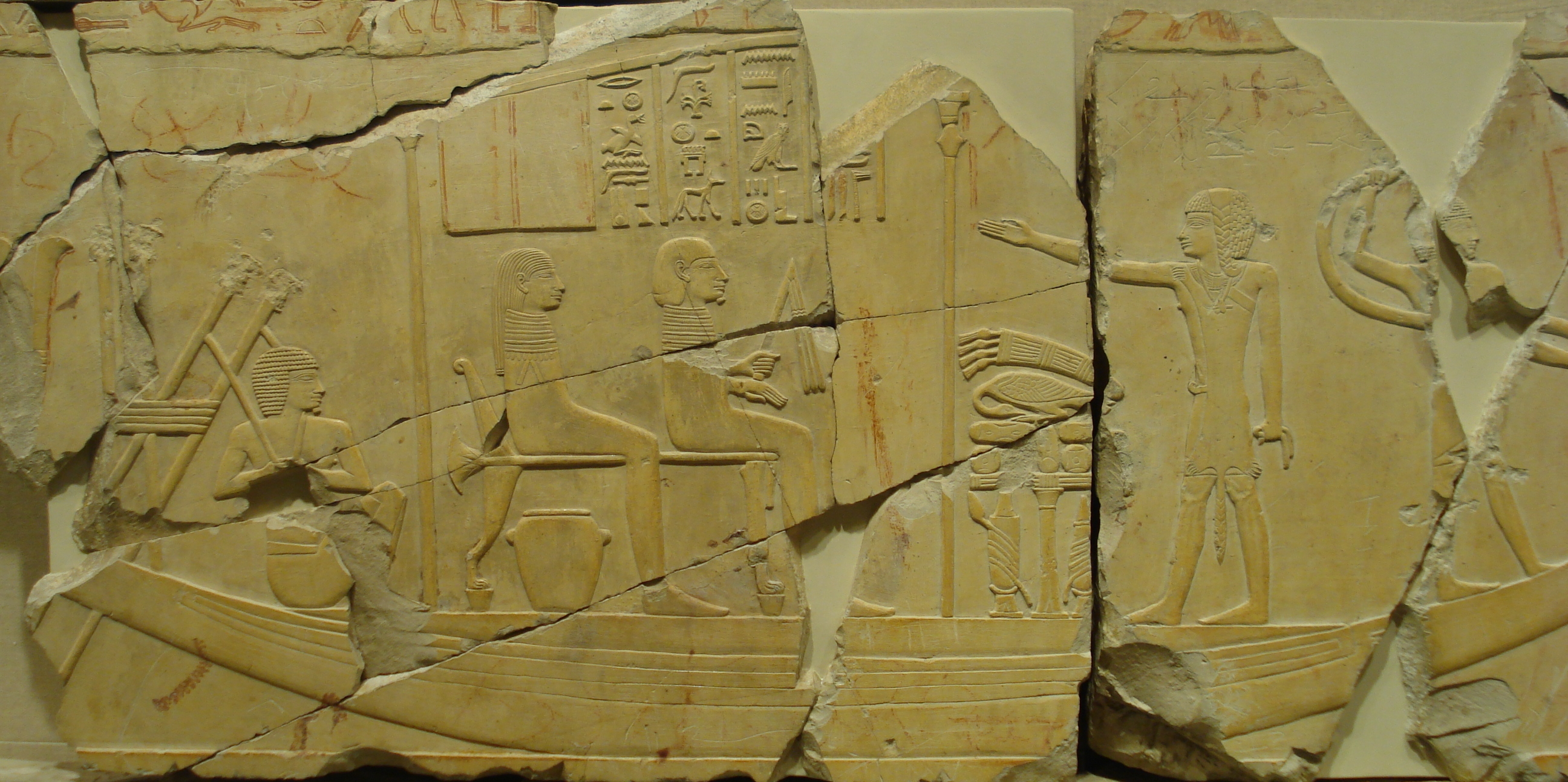
Гробничний рельєф, що зображає візира Неспекашуті та його дружину Кеджкедж, що як покійники подорожуюсь у святе місто Абідос з Дейр ель-Бахрі, Пізній період, 26 династія, царювання Псамметіха I
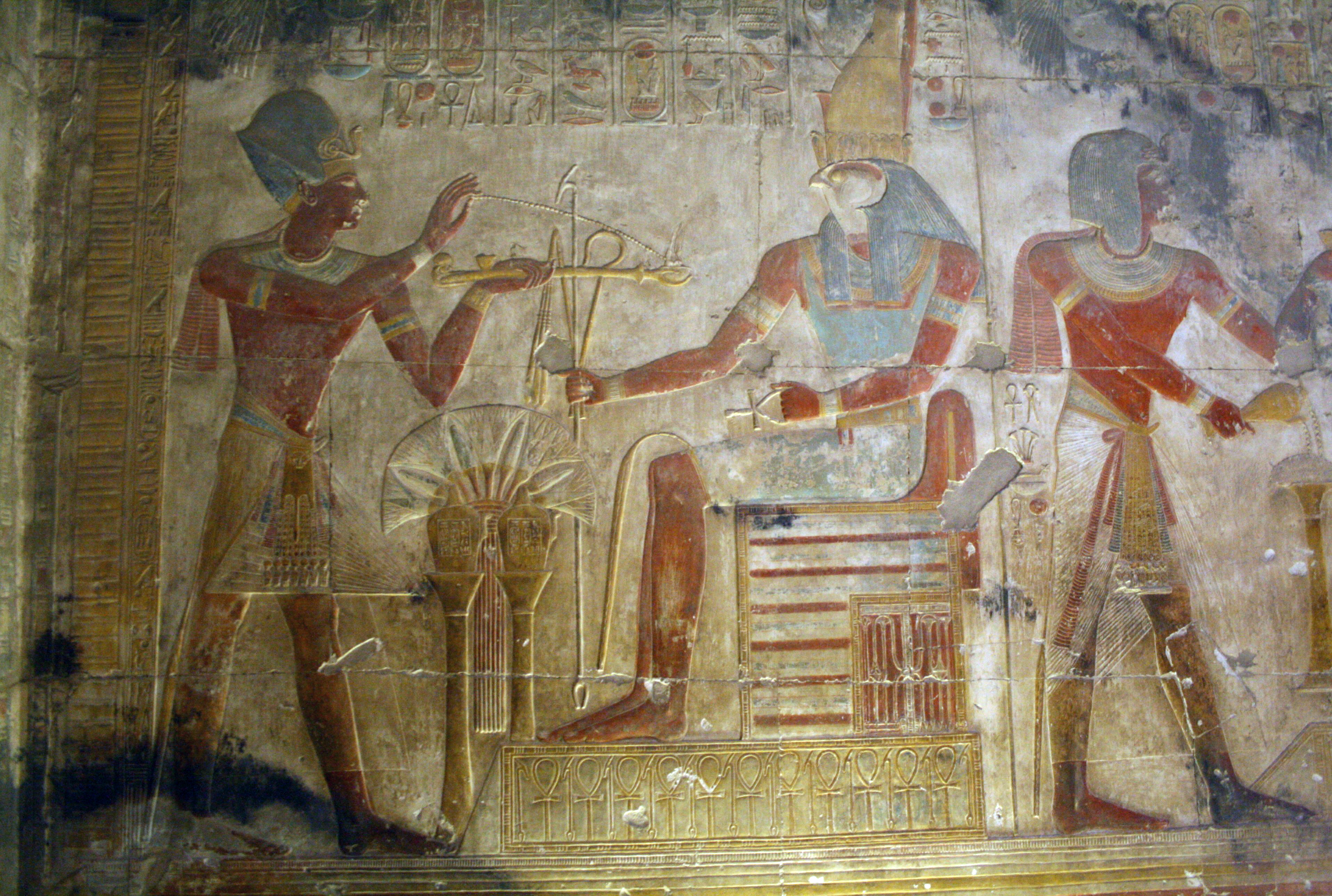
Панель храму Осіріса: Гор представляє королівські регалії фараону, що поклоняється
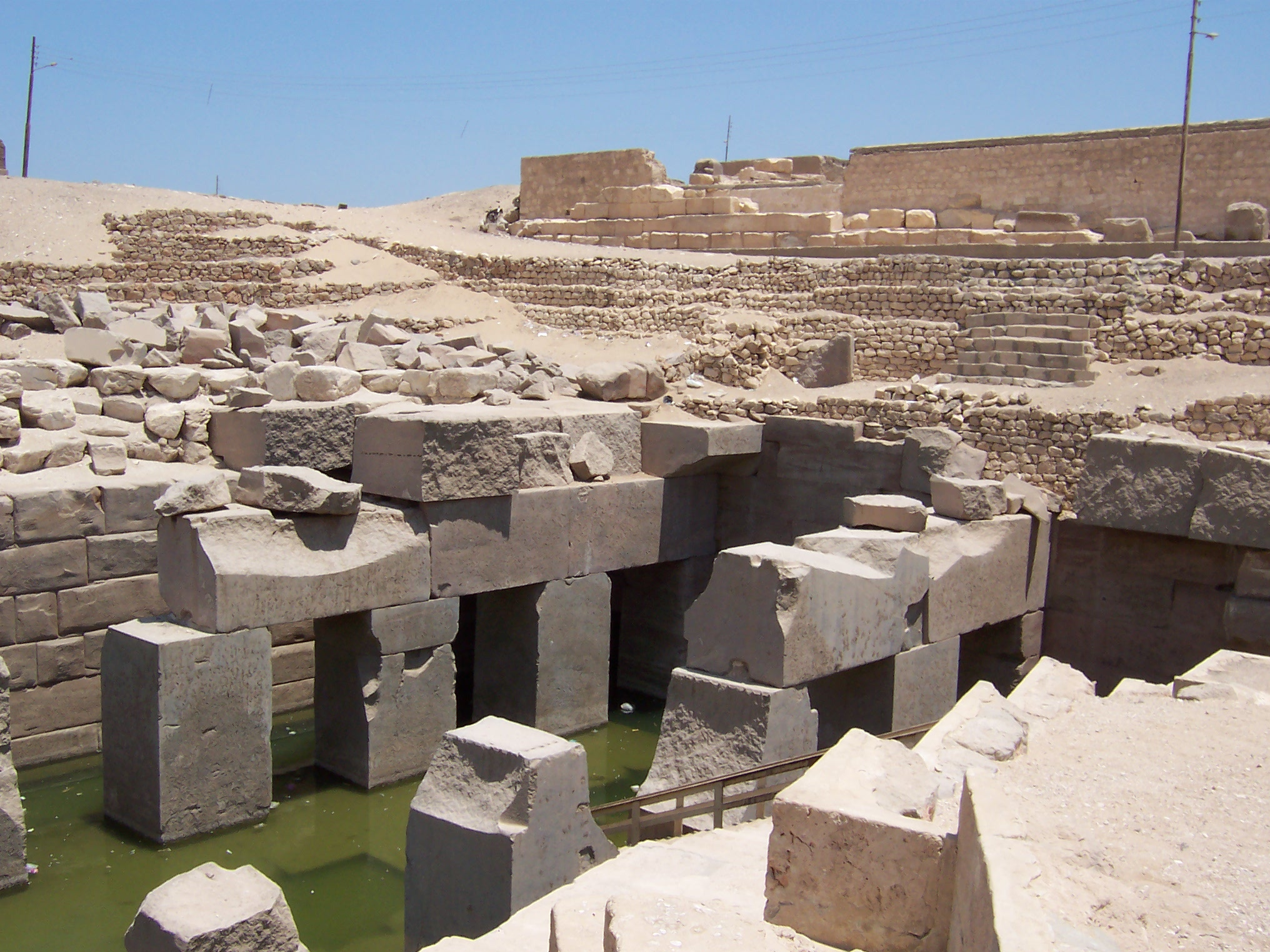
Осіріон
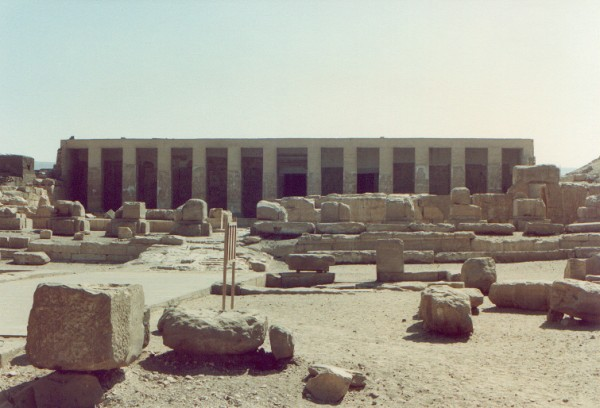
Поминальний храм Сеті I
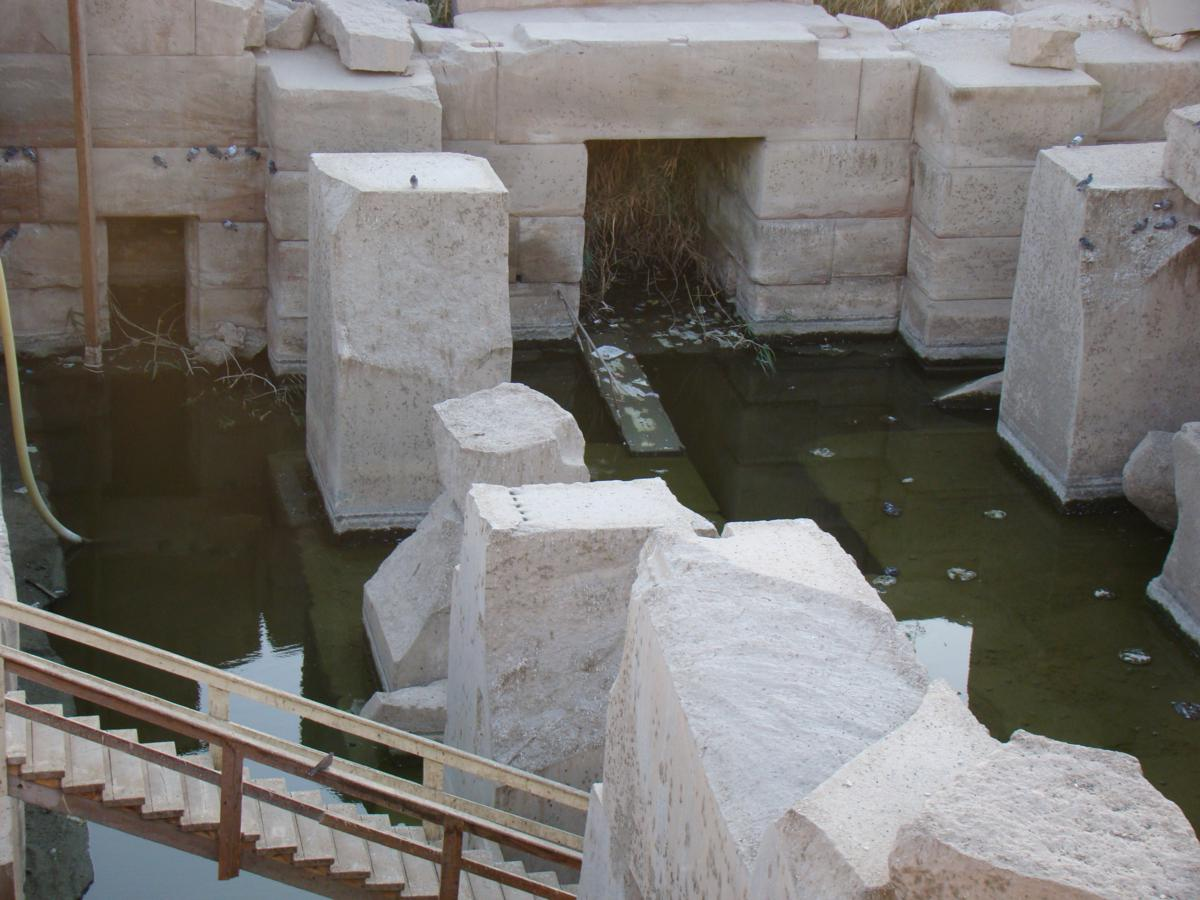
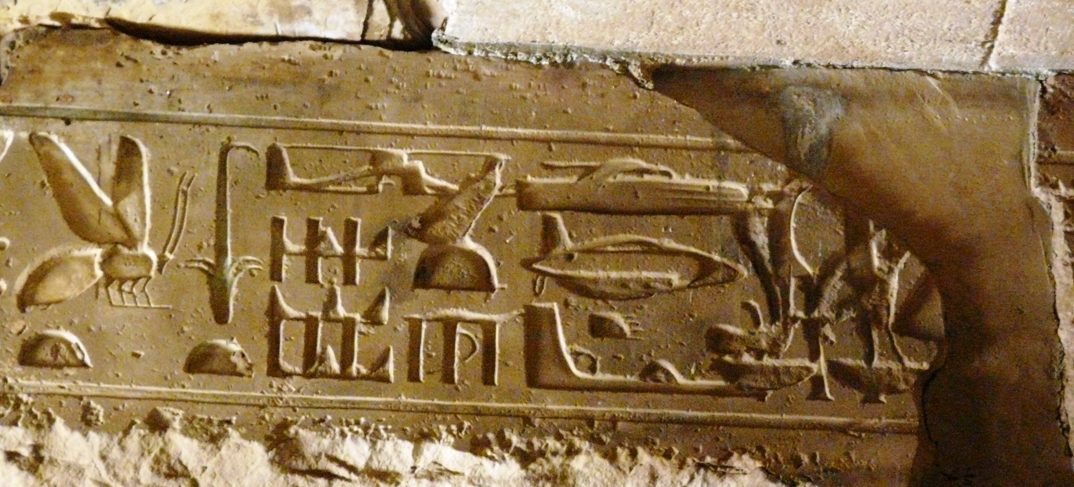
Напис із чимось подібним на гелікоптер, моторний човен та літак
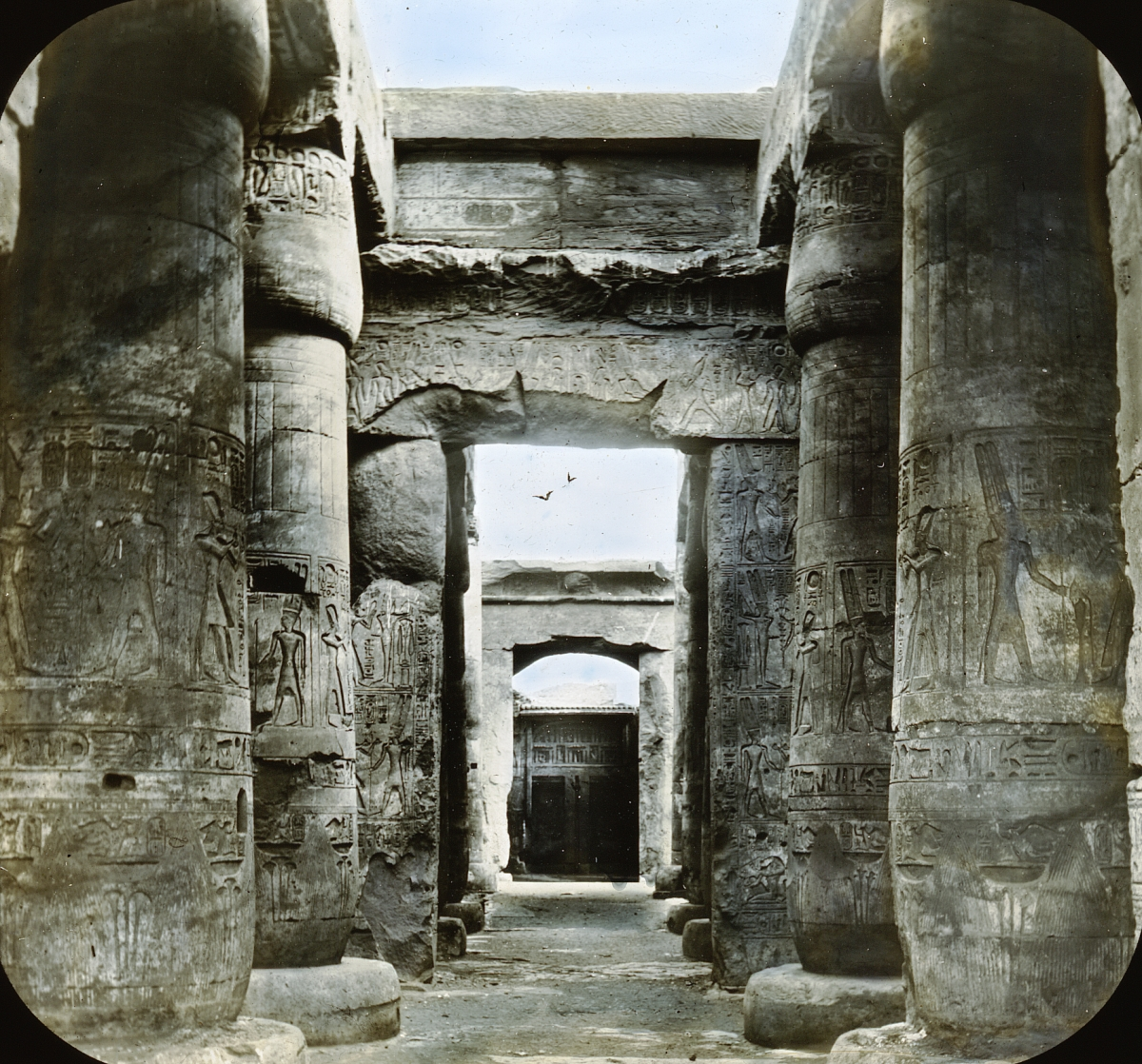
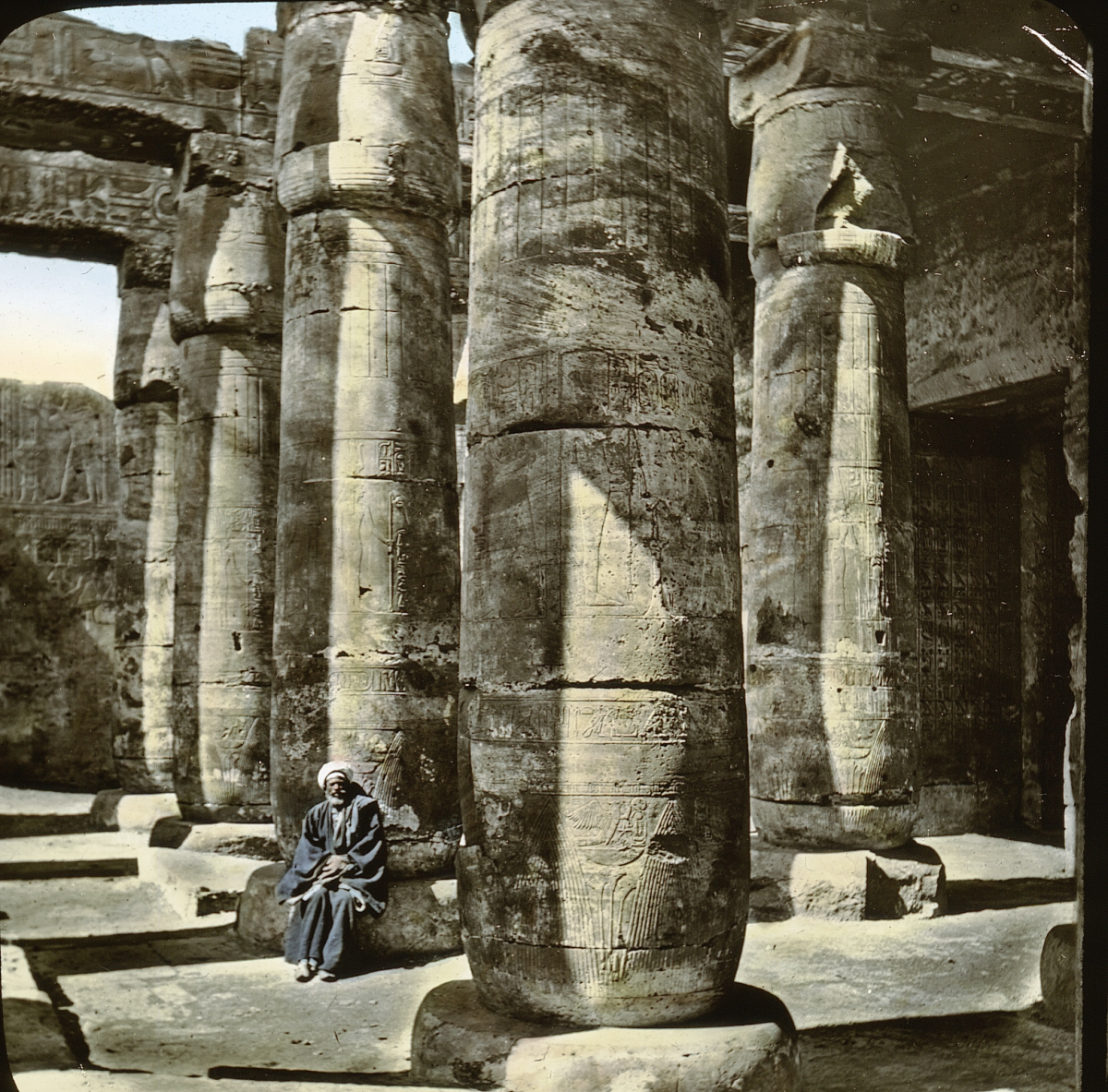
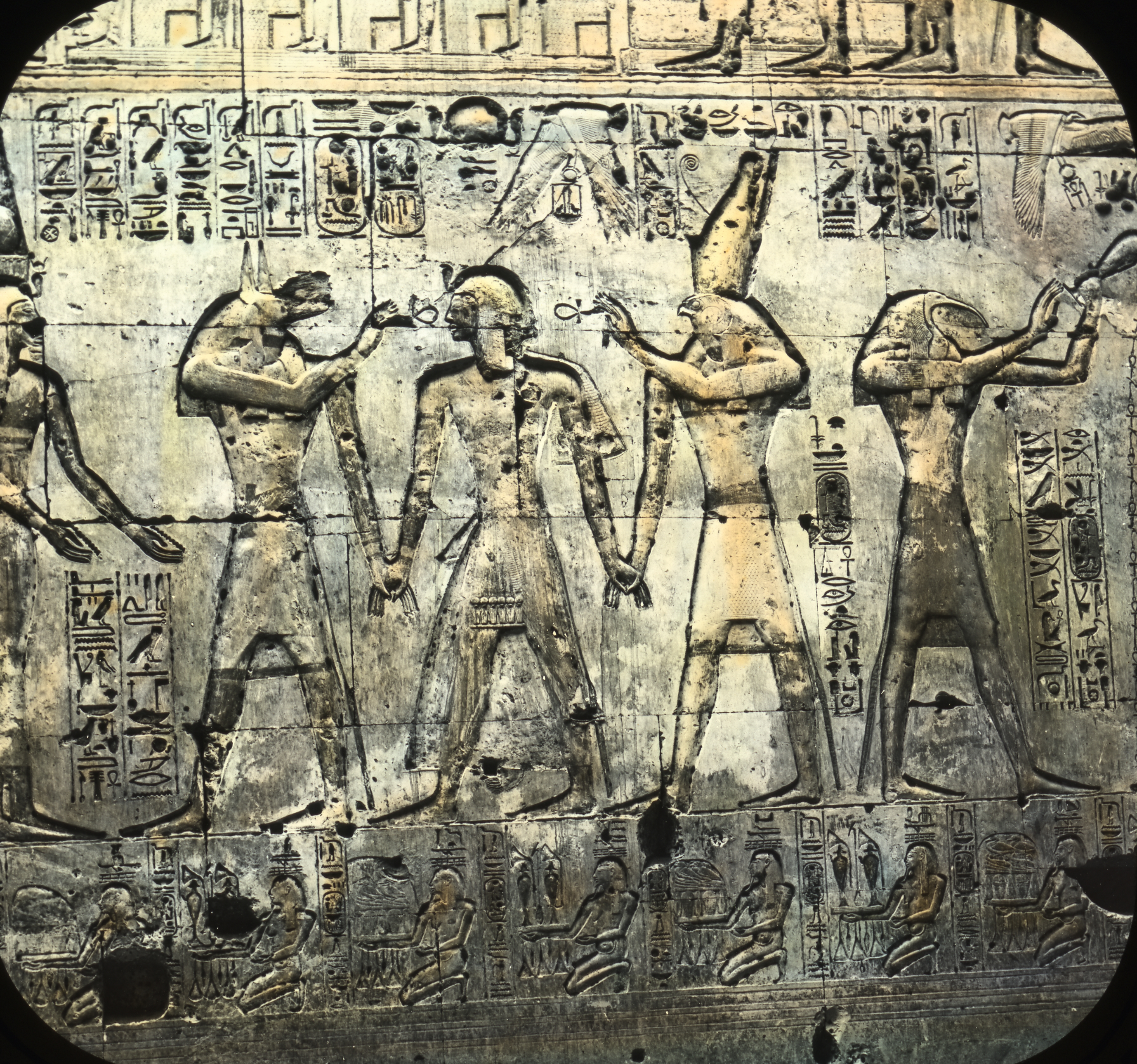
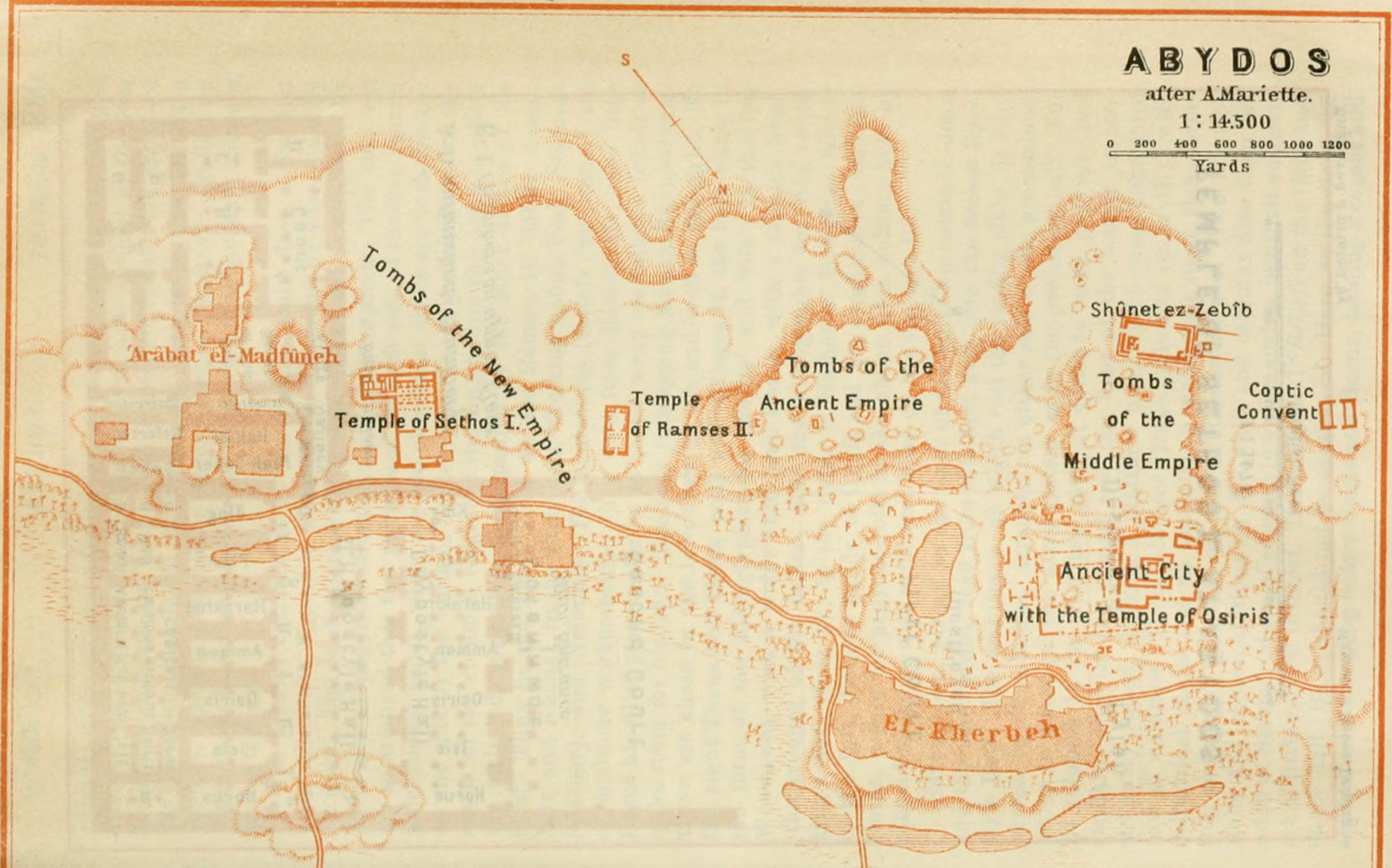
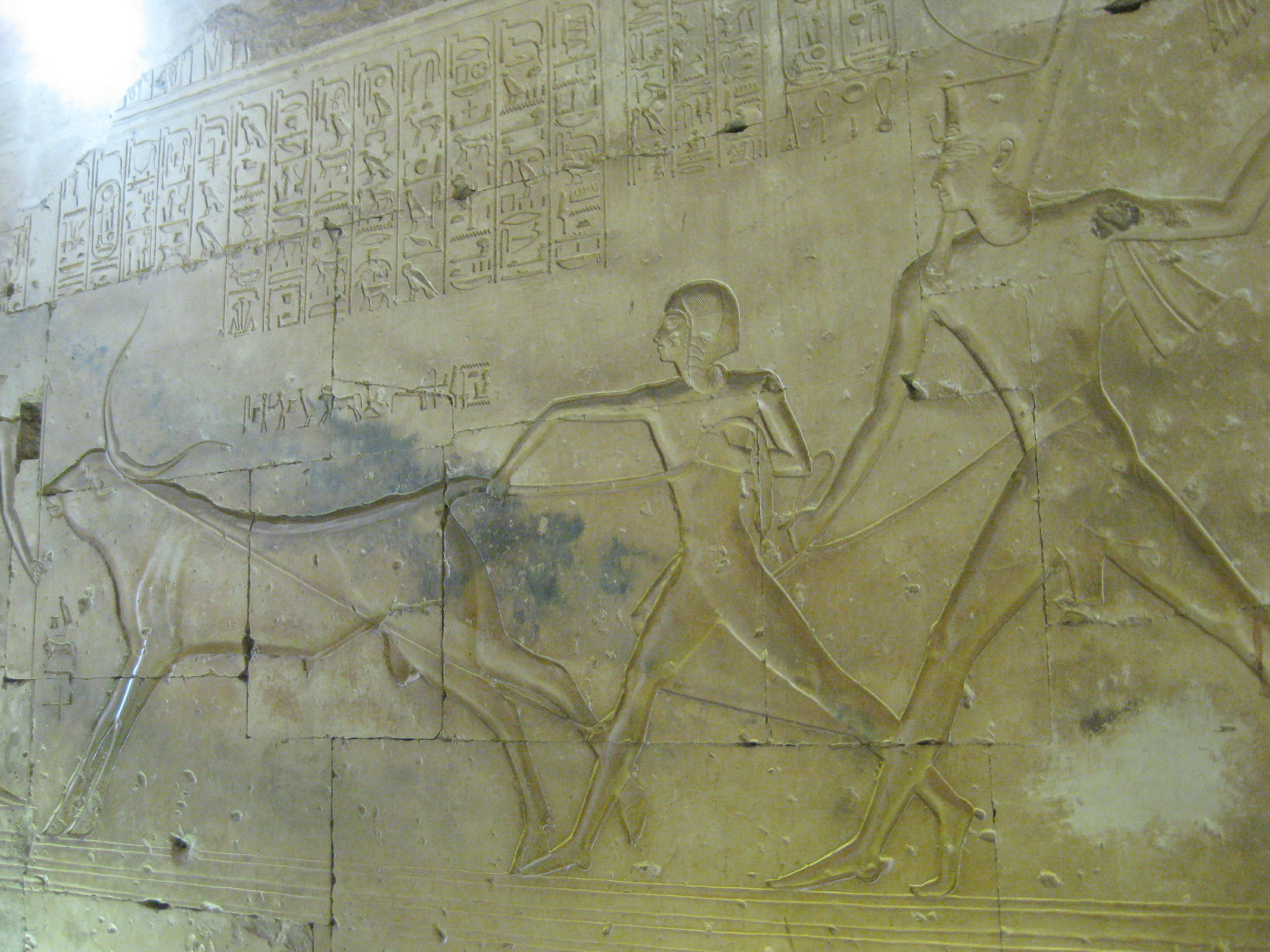